# Torquato Tasso
Torquato Tasso (11 tháng 3, 1544 - 25 tháng 4, 1595) là một nhà thơ người Italia vào thế kỉ 16, bài thơ được biết đến nhiều nhất của ông là La Gerusalemme liberata (Jerusalem giải phóng) (1580).

## Tiểu sử
Ông sinh ra ở Sorrento, là con trai nhà thơ Bernardo Tasso, là một quý tộc của Bergamo, phục vụ trong cung đình, mẹ là Porzia de Rossi. Năm 16 tuổi (1560) Tasso học luật ở trường Đại học ở Padua và sau đó học triết tại Đại học Bologne. Tuy vậy ông có thiên hướng văn học. Sau khi tốt nghiệp ông làm việc cho Giáo chủ, năm 26 tuổi (1570) sang Paris, hai năm sau trở về Ý, Phục vụ quận công sứ Pherare (Ferrara) và bắt đầu sáng tác văn học, được mọi người rất trọng vọng.
Năm 1574, ông viết bản trường ca Gophredo, bị các nhà phê bính phê phán là vị phạm đạo đức Giatô giáo và nguyên tắc mỹ học của ơAristotle. Ông buộc phải xưng tội trước toà án giáo hội và phải sửa chữa tác phẩm. Năm 33 tuổi (1577), ông trở nên u uất và mất trí, bỏ đi lang thang khắp nước Ý. Năm 35 tuổi (1579), trở về Pherare, trong lúc điên khùng ông đã công khai vạch tội quận công và cận thần, nên bị giam vào nhà thương điên của St. Anna 7 năm, năm 42 tuổi ông được trả tự do (1586). Tuy vẫn được trọng vọng, song ông luôn tự dày vò đau khổ, bỏ đi lang thang khắp nơi trong 9 năm cuối của cuộc đời.
Con người Tasso với bi kịch cuộc đời đã trở thành nguồn cảm hứng cho nhiều sáng tác của những nghệ sĩ lớn như: Goethe, Batiushkov, Pushkin,...

## Sự nhiệp
Tasso đã để lại một lượng tác phẩm lớn và quý giá: hàng trăm bài thởtữ tình theo thể truyền thống Petrarca, đã đưa ông trở thành nhà thơ tiêu biểu của dân tộc Italia thế kỷ 16. Ông còn để lại trên 2000 bức thư liên quan đến cuộc đời và những mối quan hệ của ông.

### Tác phẩm
Vở kịch Amita (1573) diễn tả mối tình mãnh liệt và đau khổ của chàng chăn cừu với nữ thần Xilvia, đạt tới đỉnh cao của thơ mục ca châu Âu. Vở bi kịch Vua Torixmondo (1587) phản ánh mâu thuẫn đạo đức giữa tình bạn và tình yêu...
Tác phẩm lớn nhất của ông được cả thế giới ngưỡng mộ là bản trường ca La Gerusalemme liberata. Tác phẩm được khởi thảo từ những năm 60 và kết thúc vào những năm 90 (hoàn chỉnh cuối năm 1593). Tác phẩm diễn tả cuộc bao vây và đánh chiếm thành Jerusalem của các hiệp sĩ trong cuộc Thập tự chinh lần thứ nhất (1099), giải phóng thành phố thiêng liêng của người Kitô giáo chống bọn chiếm đóng ngoại đạo. Tác phẩm mô tả những trận đánh hào hùng, ca ngợi cuộc chiến của quân đội Kitô giáo trước Hồi giáo, đã tác động mạnh mẽ tới các dân tộc châu Âu chiến đấu chống quân Thổ xâm lược. Tác phẩm còn diễn tả ba mối tình cảm động và đẹp đẽ. Trường ca La Gerusalemme liberata là kiệt tác đề cao tư tưởng nhân đạo, đề cao con người với lý tưởng Phục Hưng chống cái vỏ đạo đức công dân tôn giáo giả dối.
Ông là một trong những người tạo dựng nên mầm mống của phong cách Baroque ở châu Âu.